# Procladius lacteiclava
Procladius lacteiclava är en tvåvingeart som först beskrevs av Jean-Jacques Kieffer 1922.  Procladius lacteiclava ingår i släktet Procladius och familjen fjädermyggor.
Artens utbredningsområde är Taiwan. Inga underarter finns listade i Catalogue of Life.